# Josef Pták
Josef Pták (7. srpna 1894, Luby u Klatov – 12. dubna 1945 v KT Flossenbürg) byl příslušníkem československých legií v Itálii. Po skončení první světové války a návratu do vlasti pokračoval ve vojenské kariéře až do 15. března 1939. Do práce ve vrcholných orgánech vojenské ilegální organizace Obrana národa (ON) se Josef Pták zapojil prakticky ihned od dubna 1939 pod velením generála Josefa Bílého (první garnitura ON). Po svém zatčení v polovině prosince 1939 byl vězněn až do začátku dubna 1945. Konce druhé světové války se ale nedožil. Zemřel na následky vyčerpání po týdenním pochodu smrti do koncentračního tábora ve Flossenbürgu.

## Životopis

### Studia a začátek první světové války
Josef Pták se narodil v rodině místního rolníka v Lubech u Klatov. V letech 1905 až 1913 studoval české reálné gymnázium v Klatovech. Po maturitě 8. března 1913 zahájil studium učitelských oborů (přírodopis a chemie) na filozofické fakultě české univerzity v Praze. Po čtyřech semestrech studia byl odveden a 19. června 1915 přidělen jako jednoroční dobrovolník k c. k. pěšímu pluku číslo 11 v Gyule. Na podzim roku 1915 prošel školou pro poddůstojníky pěchoty v záloze v Káransebesi. Na italskou frontu odešel s 18. pochodovým praporem 3. ledna 1916.

### Na frontě
Na italské frontě působil Josef Pták na funkcích nižších velitelů: velitel pěší čety, velitel čety oddílu vrhačů plamenů, velitel minometné čety a velitel čety technické roty. V hodnosti poručíka pěchoty v záloze padl 21. srpna 1917 do italského zajetí. Do československých legií v Itálii se přihlásil 28. listopadu 1917. O pět měsíců později (25. dubna 1918) byl už zařazen do funkce velitele kulometné čety u 31. československého střeleckého pluku v Itálii a následně se s touto jednotkou účastnil bojů na frontě v jižních Tyrolích a na Piavě. S hodností nadporučíka italských legií se v prosinci 1918 vrátil Josef Pták do osvobozené vlasti.

### Ve vlasti před 15. březnem 1939
V prosinci 1918 se v hodnosti nadporučíka zapojil do upevňování hranic jižního Slovenska. Od druhé poloviny roku 1920 působil Josef Pták jako přidělený důstojník 2. oddělení ve štábu 5. divize v Českých Budějovicích. V letech 1921 až 1928 pak následovala nejrůznější funkční zařazení a další působiště po celém Československu.
Josef Pták se věnoval také pedagogické činnosti. V období od 31. srpna 1928 do 29. září 1932 přednášel všeobecnou taktiku coby profesor na pražské Válečné škole. Dne 15. října 1935 se stal přednostou 3. oddělení (operačního) Hlavního štábu československé armády v Praze. Za branné pohotovosti státu na podzim roku 1938 tu samou funkci vykonával na hlavním velitelství ve Vyškově.

### Po 15. březnu 1939
Po rozpuštění československé armády byl dne 21. srpna 1939 převeden jako vrchní rada do odboru na Ministerstvo školství a národní osvěty. Vrchní velitel vojenské ilegální organizace Obrana národa (ON) armádní generál Josef Bílý jej posléze vyslal (jako pozorovatele ON) do Národního souručenství - za protektorátu jediné oficiálně povolené politické strany. Tady se Josef Pták stal členem výboru. Kromě toho působil jako přednosta organizačního oddělení Ústředního vedení ON. Podílel se na vypracování mobilizačního plánu jakož i na všeobecném operačním rozkaze ON.

### Zatčení gestapem, věznění, soud, …
Na plenární schůzi Národního souručenství v budově poslanecké sněmovny (v Rudolfinu) byl dne 14. prosince 1939 zatčen gestapem. Po dobu výslechů byl vězněn v soudní budově na Karlově náměstí a v pankrácké věznici. Zde byl také déle než dva roky vězněn. Během svého pobytu Na Pankráci se stal chodbařem a této funkce využíval k tomu, aby zajišťoval ilegální spojení mezi vězni. To vězněným pomáhalo mařit vyšetřování gestapa. Z pankrácké věznice byl dne 1. července 1943 převezen do Budyšína (Bautzen) a odtud do Drážďan. Vzhledem k tomu, že se vyšetřovatelům nedařilo proti němu shromáždit důkazy, dostal se Josef Pták před soud až na podzim roku 1943. Před senátem Volksgerichtu byl Josef Pták dne 27. října 1943 odsouzen k pěti letům káznice a ke ztrátě čestných práv občanských na dalších pět let. Ke stejnému trestu byl odsouzen plukovník generálního štábu Antonín Hron (před válkou mimo jiné československý vojenský atašé v Berlíně). Podplukovník generálního štábu Václav Kropáček dostal trest smrti.
Josef Pták si svůj trest odpykával v Ebrachu, kde pracoval na lesních pracích, v krejčovně a v truhlárně. Po vypršení trestu ovšem nebyl propuštěn, ale jeden měsíc pobýval na policejní stanici v Bambergu, odkud byl převezen do trestního tábora Langenzen u Norimberka. Před postupem spojeneckých armád byl tento tábor dne 5. dubna 1945 vyklizen. Plukovník Josef Pták byl začleněn do buchenwaldského transportu, ve kterém prodělal pochod smrti do koncentračního tábora ve Flossenbürgu. Zde dne 12. dubna 1945 podle oficiální zprávy zemřel (spolu s plukovníkem generálního štábu Antonínem Hronem). Jako příčina smrti Josefa Ptáka je uváděna všeobecná vyčerpanost následkem útrap týdenního pochodu smrti. Prakticky ihned byla jejich těla zpopelněna v táborovém krematoriu. Jiná verze příčiny úmrtí uvádí, že si na hrdinech odboje vybili svou zlost příslušníci SS a oba dva byli zastřeleni.

## Pamětní místa
- Pomník důstojníků Generálního štábu, obětí z let 1939–1945 v Praze 6, Tychonova 270/2, v objektu Ministerstva obrany ČR[5]
- Pamětní deska umístěná napravo od hlavního vchodu do historické budovy Generálního štábu Armády České republiky (GŠ AČR), (Vítězné náměstí 1500/5, 160 00 Praha 6 - Dejvice)[6]

Pamětní místa
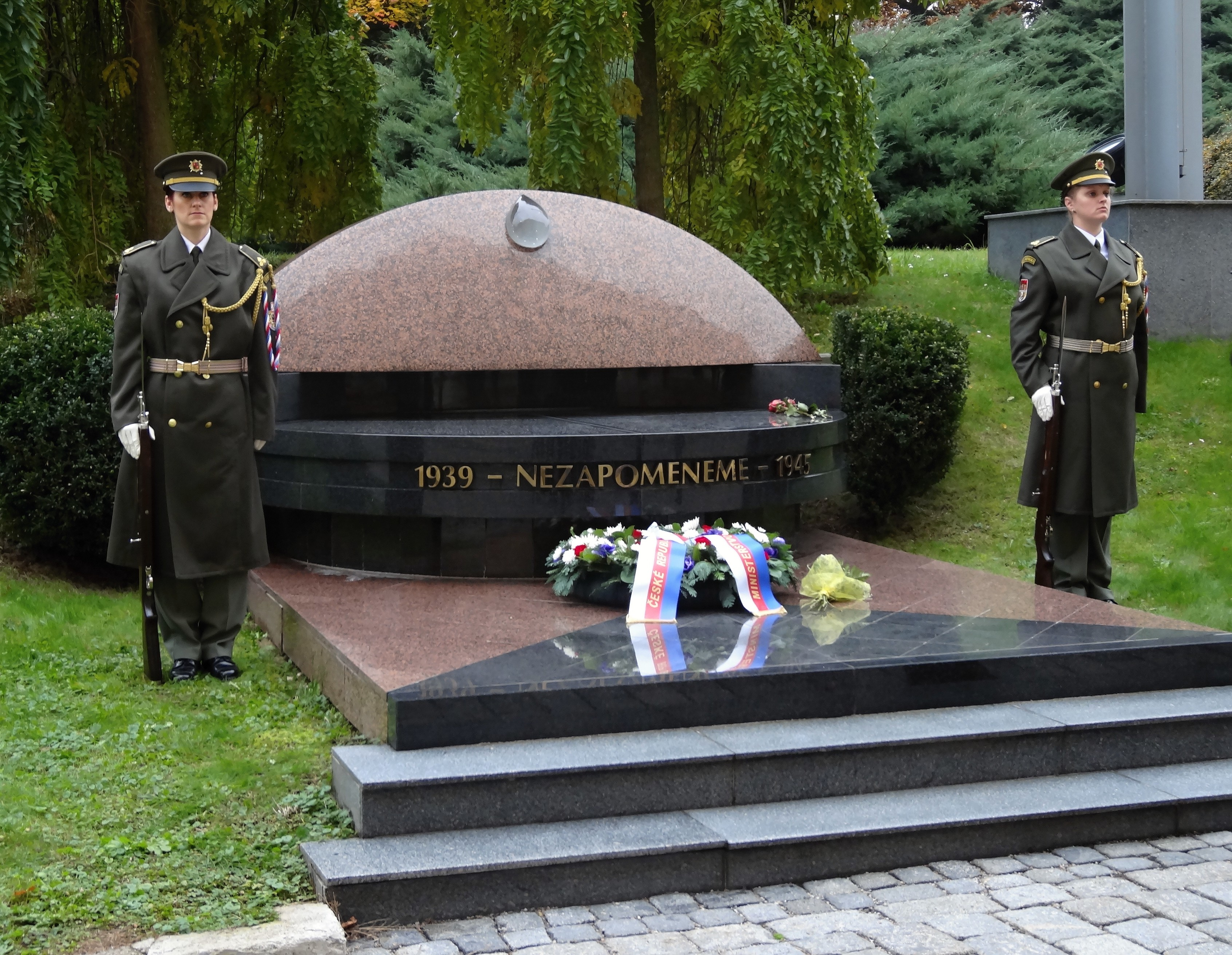
Pomník důstojníků GŠ (obětí z let 1939–1945)
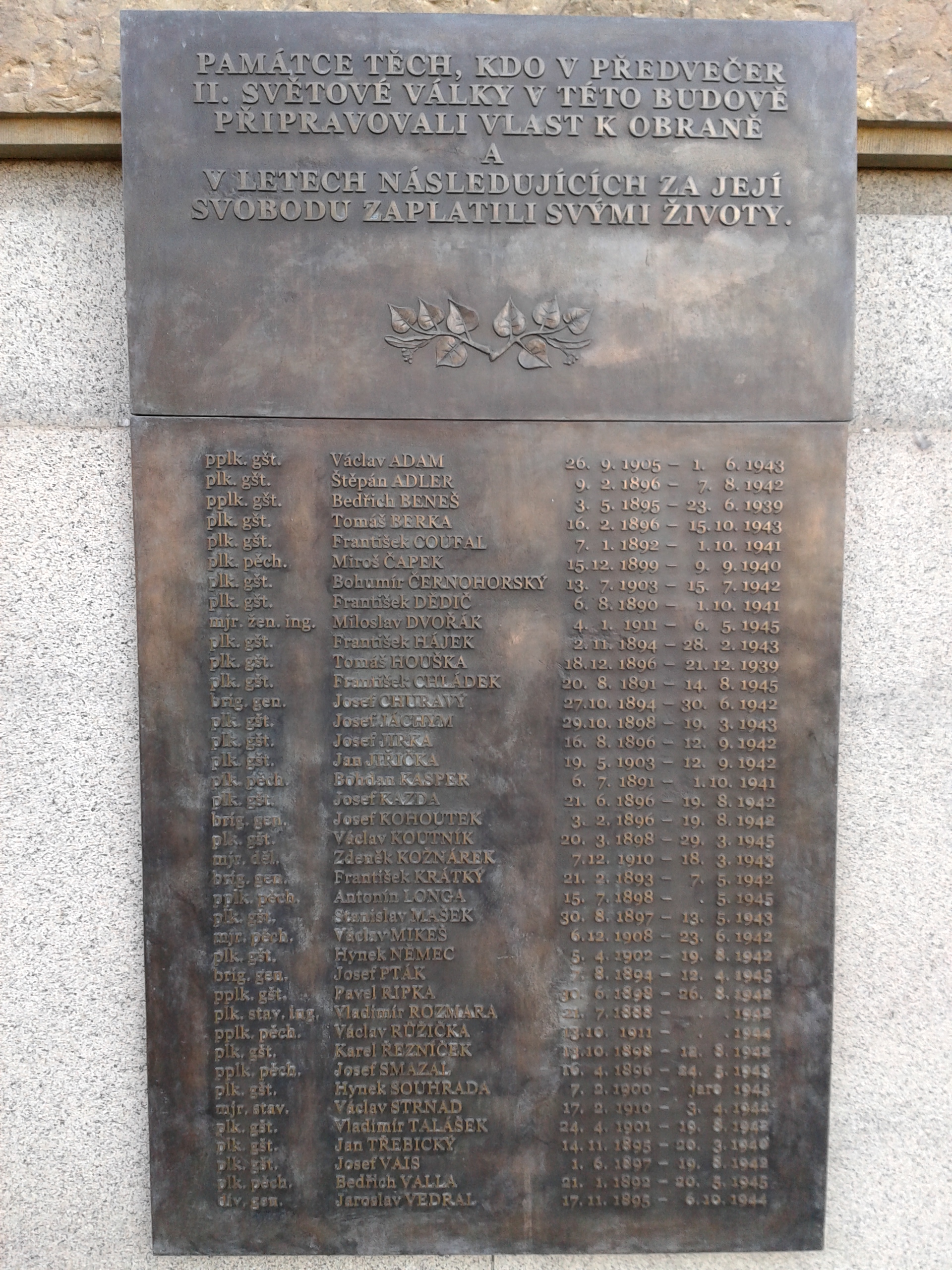
Dejvice, vchod do generálního štábu

## Vyznamenání a povýšení (in memoriam)
Ještě v roce 1945 byl plukovník generálního štábu Josef Pták vyznamenán Čs. válečným křížem 1939 a v roce 1946 povýšen do hodnosti brigádního generála. Dne 8. května 2025 byl in memoriam vyznamenán Křížem obrany státu ministra obrany České republiky.
- Československý válečný kříž 1939
- Kříž obrany státu ministra obrany České republiky